# Berßel
Berßel là một đô thị thuộc huyện Harz, bang Sachsen-Anhalt, Đức. Đô thị Berßel có diện tích 11,85 km², dân số thời điểm ngày 31 tháng 12 năm 2006 là 140 người.